# Bulkowo (rejon brzeski)
Bulkowo (biał. Булькова; ros. Бульково; hist. Bulkowo-Zarzecze) – wieś na Białorusi, w obwodzie brzeskim, w rejonie brzeskim, w sielsowiecie Telmy, nad Muchawcem.

## Historia
W dwudziestoleciu międzywojennym Bulkowo-Zarzecze leżało w Polsce, w województwie poleskim, w powiecie kobryńskim, do 18 kwietnia 1928 w gminie Rohoźna, następnie w gminie Żabinka. W 1921 miejscowość liczyła 163 mieszkańców, zamieszkałych w 28 budynkach, w tym 111 Białorusinów i 52 Polaków. Wszyscy mieszkańcy byli wyznania prawosławnego.
Po II wojnie światowej w granicach Związku Sowieckiego. Od 1991 w niepodległej Białorusi.